# Dipteros

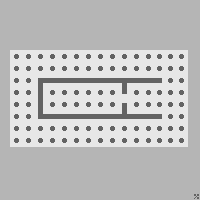
Dipteros (půdorysné schema)

Dipteros (z řečtiny δίπτερος – dvojkřídlý) je jeden z typů řeckých chrámů.

## Popis
Je obklopen ze všech čtyř stran dvěma řadami sloupů (řecky peristasis). Oproti peripterům došlo ke zdvojení obvodových řad sloupů a na čelní a zadní straně chrámu je tedy nejméně osm sloupů. To umožnilo přidat do obvodu chrámu celou vnitřní řadu sloupů. Jestliže však je vnitřní sloupoví vynecháno, jedná se o pseudodipteros.
Rozšířený byl zvláště v iónské Malé Asii.

Pseudodipteros (půdorysné schema)

## Příklady
- Chrám bohyně Héry III. (tzv. chrám Rhoikos), Héraion na Samu. Měl vnější sloupy 8 × 21 a vnitřní sloupy 6 × 19, osmi sloupovou čelní stranu a deseti sloupovou zádní stranu,

- jeho nástupce Heraion IV, postavený za Polykrata, s devítisloupovou zadní halou,
- archaický a pozdně klasický Artemidin chrám v Efezu, s 8 × 22 sloupy po obvodu, přední a zadní síní se třemi sloupy do hloubky a s rozměrem stylobatu asi 55 × 115 metrů,
- archaický chrám Apolla v Didymě, s 8 × 21 vnějšími sloupy, osmi sloupy v průčelí a s devíti sloupy v zadním sále,
- jeho hellenistický nástupce s 10 × 21 vnějšími sloupy,
- Artemidin chrám v Sardách, což je docela složitá konstrukce. Založen byl jako dipteros s tripterální polohou sloupů vpředu i vzadu. Vnitřní sloupy dlouhých stran však byly vynechány, takže zde asi v druhé polovině 3. století před Kristem vznikl předchůdce pozdějších pseudodipterů.

Také Olympieion v Athénách byl plánován jako dipteros a po dlouhé době výstavby vysvěcen za císaře Hadriána v letech 131/132 po Kristu.